# Solenobia triquetrella
Solenobia triquetrella är en fjärilsart som beskrevs av Treitschke 1834. Solenobia triquetrella ingår i släktet Solenobia och familjen säckspinnare. Inga underarter finns listade i Catalogue of Life.

## Bildgalleri

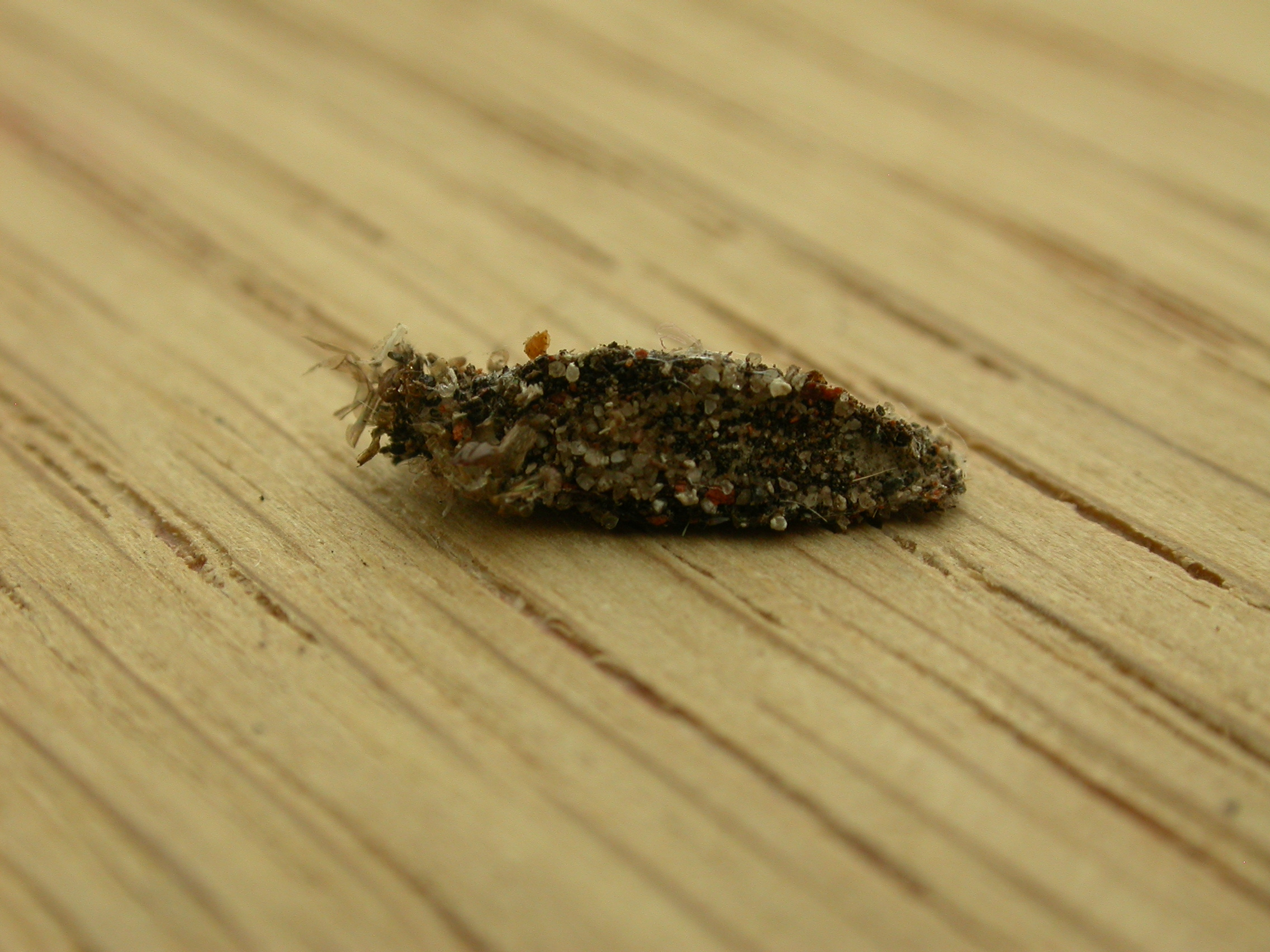
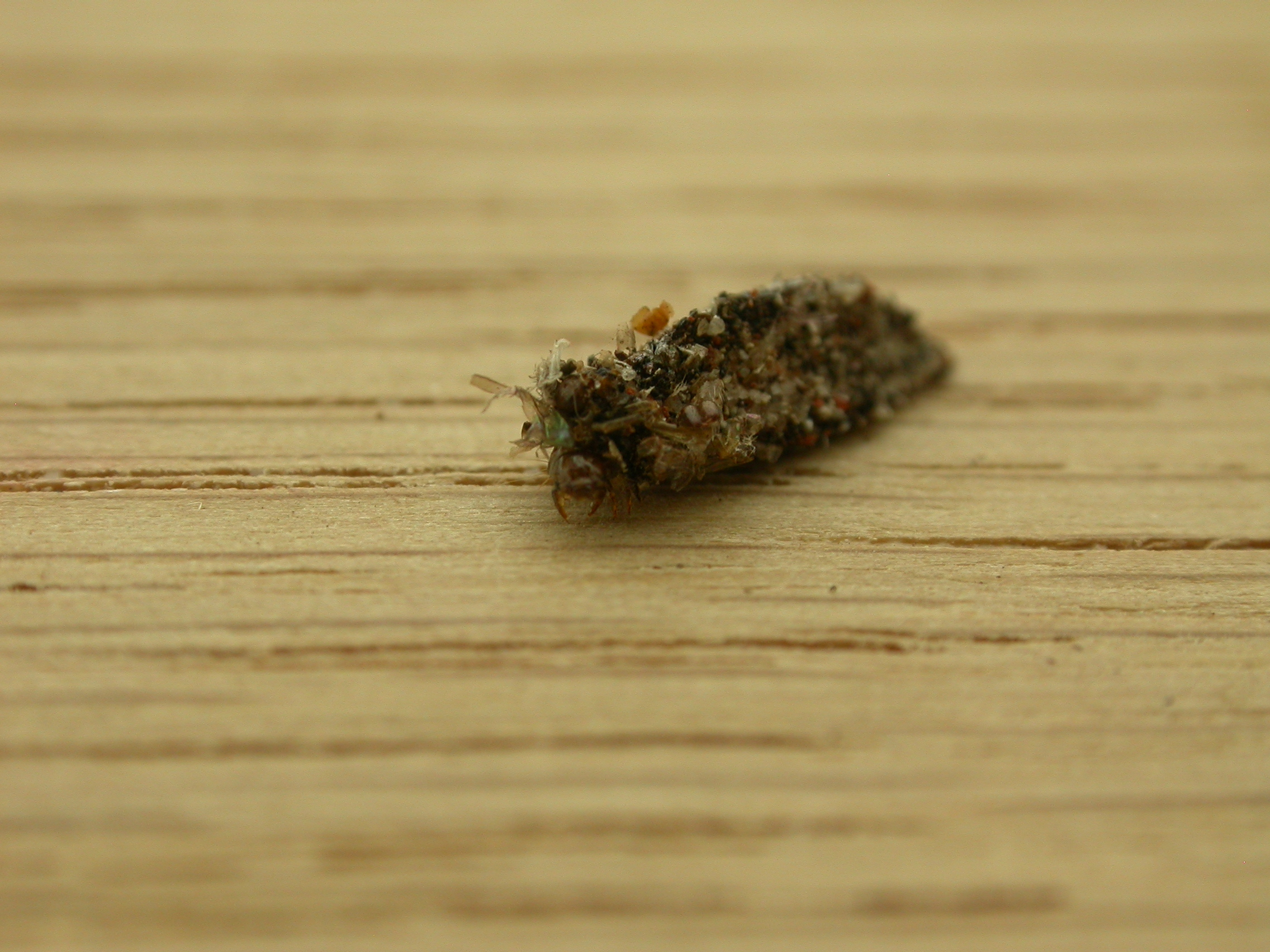
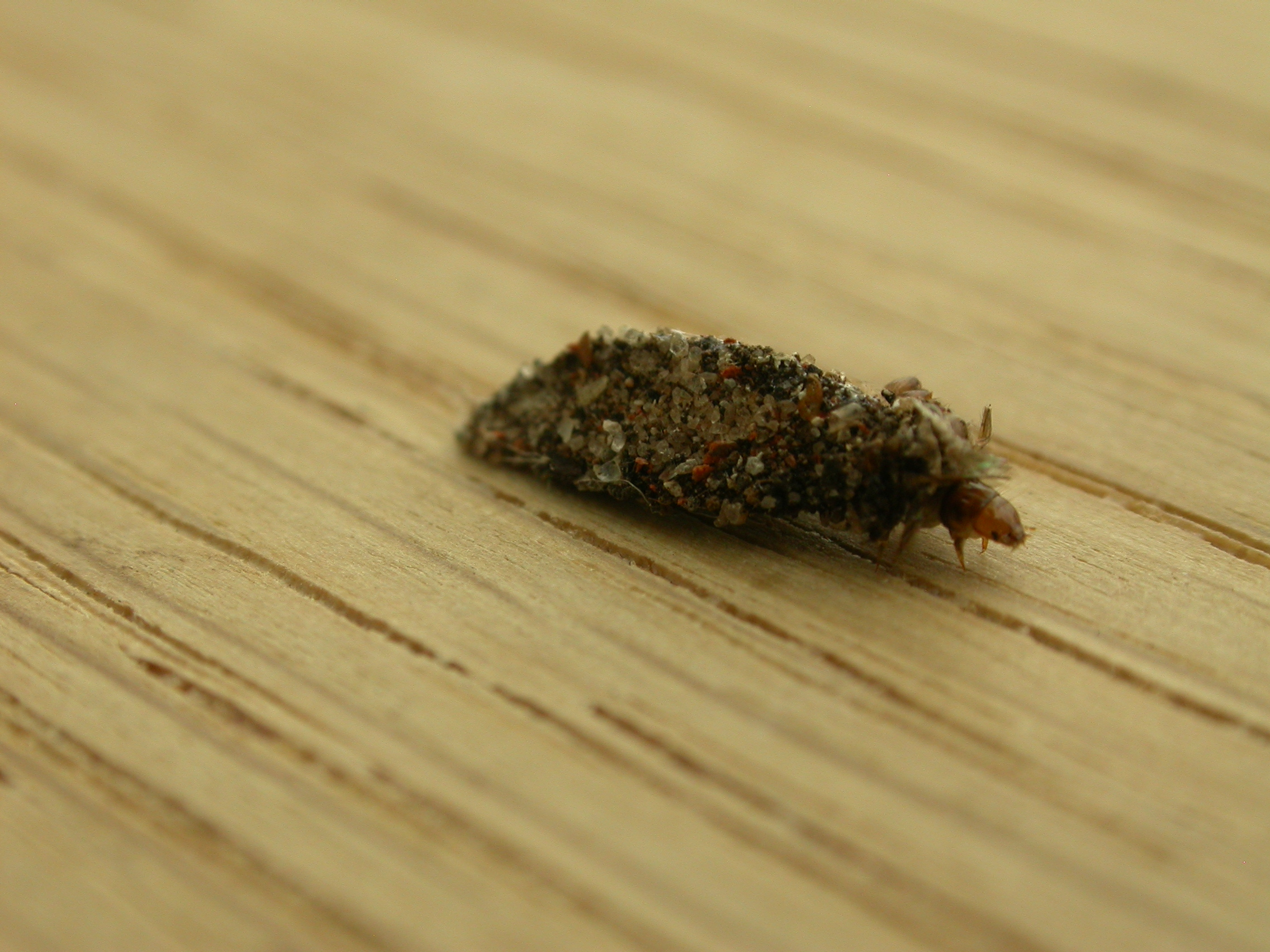